# 西山玄道
西山 玄道（にしやま げんどう）は、江戸時代後期の尾張藩の医師。美濃国久々利村（岐阜県可児市久々利）出身。兼山村（現・同市兼山）で西山家養子として医業を始め、名古屋に出て尾張藩御目見・御用懸医師を務めた。隠居後、久々利村旗本千村平右衛門家侍医。藩奥医師大河内存真、東京大学教授伊藤圭介の実父。晩年西山本家に不幸が続き、家名存続に奔走した。

## 生涯

### 生い立ち
宝暦2年（1752年）8月3日美濃国可児郡久々利村に伊藤長救の末男として生まれた。明和元年（1764年）春兼山村医西山養玄の養子となり、明和5年（1768年）医業を開始した。

### 名古屋時代
天明6年（1786年）6月名古屋七間町一丁目、寛政4年（1792年）3月呉服町一丁目に移り、石川香山、水谷豊文、野間休山に学んだ。文化3年（1806年）6月藩主徳川斉朝に御目見し、文化6年（1809年）6月7日浅野春道の跡目として御用懸医師に就任した。
文化頃長男大河内存真と共に浅野春道、水谷豊文、大窪太兵衛、石黒済庵、岡林清達、柴田洞元、浅野文達等と本草会を開き、後に存真により嘗百社と命名された。
文政6年（1823年）12月老齢のため隠居し、藩主が病気の時に出勤した。

### 隠居後
兼山村の西山本家は義弟養運が継ぐも、文化7年（1810年）夭折、その子養哲も文政8年（1825年）夭折し、遺児太中の後見者となった。母方の伯父仙石三郎左衛門に預けた後、自身の家に引き取って医業を教え、文政12年（1829年）17歳で京都に遊学させたが、翌年春発病して6月死去し、本家筋は断絶となった。
同年8月西山家存続のため、次男伊藤圭介門人大岩養見（養節）を養子に取り、名古屋の家で医業を教えた。天保3年（1832年）6月旧師野間休山の子野間昌甫により病用勤め辞職が出願され、11月兼山村に養節を連れて医業を始めさせた。しかし、御嶽宿・伏見宿の飯盛女を家に連れ込み、偽証文で借金を作るなど素行が悪く、天保4年（1833年）1月2日大病を患うと、西山家には障りが取り憑いているとして大岩家に呼び戻され、間もなく死去した。
玄道は名古屋の家を次男圭介に相続後、兼山村に隠居していたが、その後故郷久々利村に移り、千村平右衛門家侍医を務めた。縁家浅井家とみを養女として西山春成を婿養子に迎え、天保7年（1836年）9月千村家侍医を継がせ、西山家の存続が果たされた。12月兼山村の旧宅を町代藤掛文七に売却した。
天保8年（1837年）頃には足腰が弱ったため呉服町の伊藤家宅に滞在している。天保14年（1843年）4月25日夜七つ時頃92歳で病死した。

## 家族

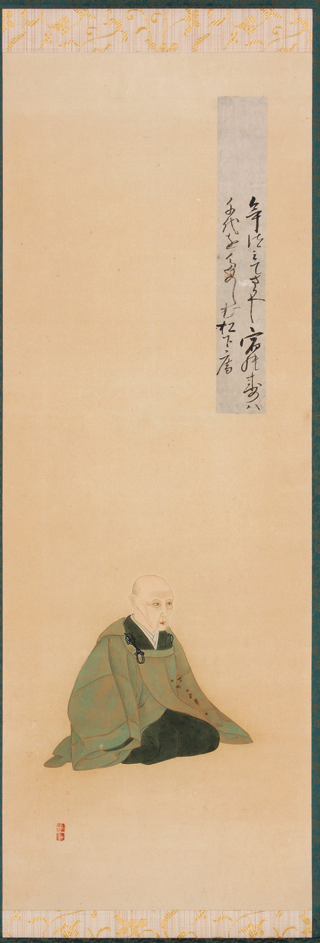
野間たき画像。「年つミてさかへし宿の寿ハ千代をたのしむ松下庵」

### 伊藤家
先祖は美濃国岩村藩から久々利村に移り、代々伊藤磯右衛門と称して旗本千村平右衛門家に仕えた。
- 父：3代伊藤磯右衛門長救 – 寛政3年（1791年）83歳で没[8]。
- 母：里農 - 2代西山養節娘[10]。
- 兄：伊藤宇兵衛[10]
  - 甥：伊藤慶治 - 久々利村千村家侍医8代浅井立意弟[7]。
- 兄：伊藤嘉左衛門[8]
- 姉：曽茂（浄貞） - 7代浅井玄安妻[10]。
  - 甥：8代浅井立意[8]
- 次男：伊藤圭介 - 東京大学教授。

### 西山家
初代西山養庵（享保7年（1722年）4月没）は恵那郡岩村西山家7代目で、貞享2年（1685年）兼山村に移住し、2代養節（明和4年（1767年）3月没）、3代養玄と医業を営んだ。
- 養父：3代西山養玄 - 享和3年（1803年）6月没[7]。
  - 義弟：4代西山養運 – 文化7年（1810年）8月没[7]。
    - 義甥：5代西山養玄（後に養哲） - 重病により文政8年（1825年）35歳で没[7]。
      - 義大甥：6代西山太中 – 文政13年（1830年）6月18歳で没[7]。
- 先妻：千代 - 足立氏。寛政4年（1792年）3月19日産褥中に死去[7]。
  - 娘：ふみ[10]
- 後妻：たき（恵祥） - 師野間林庵家庶流伊右衛門利貞四女[5]。嘉永5年12月12日（1853年）86歳で没[3]。
  - 長男：大河内存真 - 尾張藩奥医師。
  - 長女：きい（待十） - 藩士鈴木小兵衛妻。明治25年（1892年）11月25日没。和歌を嗜んだ[4]。
  - 次男：伊藤圭介
  - 三男：川瀬与兵衛（弥三郎）[10]
  - 養子：7代西山養節 – 可児郡中村医師大岩玄節次男。伊藤圭介門人[7]。
  - 養女・大姪：とみ - 8代浅井立意三女[7]。
  - 養子：8代西山春成 – 千村家臣安在祐景三男[10]。